# بوتقة (عملية)

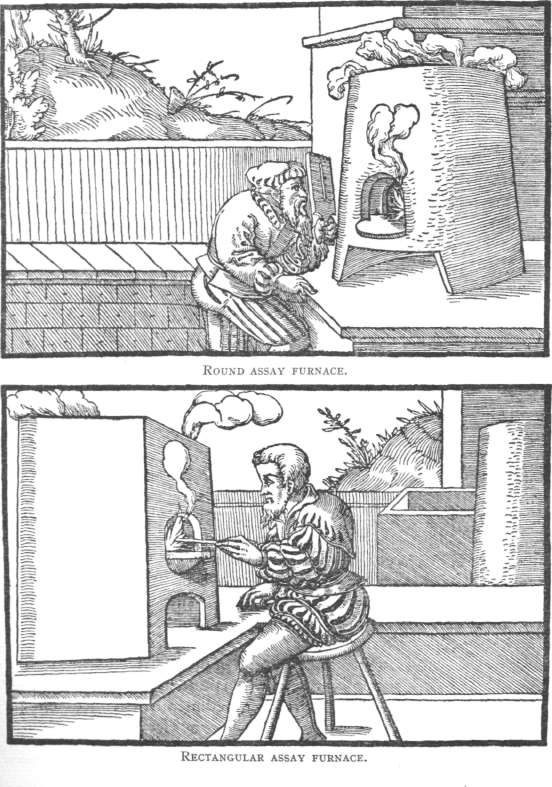
أفران عملية البوتقة في القرن السادس عشر حسب أغريكولا.

عملية البوتقة (1) في علم الفلزات هي عملية تنقية للفلزات حيث تعالج الخامات أو السبائك عند درجات حرارة مرتفعة جداً وتحت شروط تشغيل مضبوطة من أجل فصل الفلزات النفيسة مثل الذهب والفضة عن الفلزات الوضيعة مثل الرصاص أو الزنك.
تعتمد العملية على مبدأ مفاده أن الفلزات النفيسة لا تتأكسد أو تتفاعل كيميائياً على العكس من الفلزات الوضيعة، التي تتأكسد وتشكل الخبث ومركبات أخرى.
هذه الطريقة معروفة منذ القدم وذلك منذ العصر البرونزي، وذلك للحصول على الفضة من مكامن الرصاص؛ ولا تزال مستخدمة بشكل أو بآخر مع اختلاف وتطور التقنيات.

## هوامش
- 1 البوتقة [6] أو التنقية البوتقية [7]